# 中国鉄路広州局集団有限公司
中国鉄路広州局集団有限公司（ちゅうごくてつろこうしゅうきょくゆうげんコンス）は、中華人民共和国中国国家鉄路集団に属する鉄道運営会社の一つである。旧称は広州鉄路集団公司（こうしゅうてつろしゅうだんコンス）。略称は広鉄集団（こうてつしゅうだん）、広鉄。中華人民共和国政府が全資本を出資し、商業的に運営される公営機関である。
本公司は広東省、湖南省及び海南省の国営鉄道路線を管理運営している。但し、広東省雷州半島の黎塘 - 湛江間（黎湛線/茂名支線を含む）は南寧局の管理である。（因みに南寧局は黎湛線全線（広西黎塘 - 広東湛江）を管理している。）本公司は傘下に上場企業の広深鉄路股份有限公司（SEHK: 525、NYSE: GSH、SSE: 601333）を有する。
本公司は1951年に設立された広州鉄路局（こうしゅうてつろきょく）を前身として、1993年2月8日に設立された。2007年の中国企業500強ランキングで111位となり、前年より22位下落した。
2007年5月、鉄道部は本公司の管理していた滬昆線の湖南省内の株洲－醴陵間及び支線の醴茶線を南昌鉄路局へ移管した。
2007年12月時点で広鉄の営業路線距離は4426kmである

## 付属公司
子会社
- 羊城鉄路総公司
- 長沙鉄路総公司
- 懐化鉄路総公司
- 海南鉄路総公司

持株会社
- 広深鉄路股份有限公司
- 広梅汕鉄路有限責任公司
- 石長鉄路有限責任公司
- 三茂鉄路股份有限公司
- 粤海鉄路有限責任公司

## 所属機関

### 動車段
動車段は主に客運專用線で使われる動車組の車輌基地で、大規模、大範囲、各等級（一級～五級）の検査修繕を行う施設である。広州動車段は中国全国規模の四個の動車段の内の一つである。建設中の広州動車段は広州番禺区沙湾鎮に位置し、広州南駅とは6km離れている。
- 広州動車段

### 機務段
機務段（機関区）は機関車の運用、検査・修繕を行い、乗務部門と検修部門に分かれている。乗務部門は機関車の運転・操縦に責を負い、検修部門は日常的な機関車の保守に責を負う。

#### 現有機務段
- 広州機務段 （広段）
- 海南機務段 （海段）
- 懐化機務段 （懐段）
- 株洲機務段 （株段）
- 龍川機務段 （龍段）

#### 廃止された機務段
- 長沙機務段（長段）株洲機務段に併合
- 郴州機務段（郴段）株洲機務段に併合
- 衡陽機務段（衡段）株洲機務段に併合
- 岳陽機務段（岳段）株洲機務段に併合
- 婁底機務段（婁段）株洲機務段に併合
- 益陽機務段（益段）株洲機務段に併合
- 三水西機務段（三段）広州機務段に併合
- 韶関機務段（韶段）広州機務段に併合
- 広深鉄路機輛事業部（深段）広州機務段に併合
- 張家界機務段（張段）懐化機務段に併合

### 車輛段[注 1]
- 広州車輛段（広段）
  - 広鉄広段（牌）
- 長沙車輛段（沙段）
  - 広鉄沙段（衡）
  - 広鉄沙段（懐）
- 肇慶車輛段（肇段）
- 益陽車輛段（益段）

### 客運段[注 2]
- 広州客運段
- 広九客運段
- 東莞東客運段
- 肇慶客運段
- 長沙客運段
- 懐化客運段
- 益陽客運段

## 評価
同社は割高な運賃で有名で、一部の鉄道ファンに「搶鉄」「搶銭鉄路集団」（強盗鉄道グループ）と呼ばれている。「サービスを旨とし、旅客を身内のように扱う」（以服务为宗旨，待旅客如亲人）というスローガンもパロディ化され、ネット上で「強盗を旨とし、旅客を孫のように扱う」（以抢钱为宗旨，待旅客如孙子）となっている。